# Йеловци (община Пале)
Йеловци (на сръбски: Јеловци) е село в Босна и Херцеговина, разположено в община Пале, в ентитета на Република Сръбска. Намира се на 1087 метра надморска височина. Населението му според преброяването през 2013 г. е 117 души, от тях: 116 (99,14 %) сърби и 1 (0,85 %) хърватин.

## Население
Численост на населението според преброяванията през годините:
- 1961 – 169 души
- 1971 – 146 души
- 1981 – 129 души
- 1991 – 101 души
- 2013 – 117 души